# Súsy

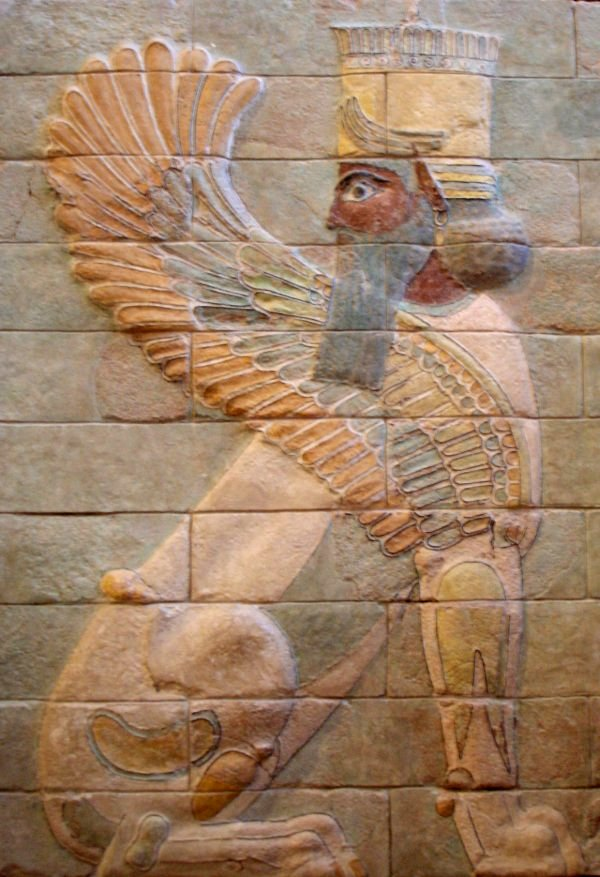
Okřídlená sfinga z paláce Dareia I. v Susách

Súsy (persky Šuš شهر شوش‎, klínopisně , syrsky Šuš ܫܘܫ, hebrejsky Šušan שׁוּשָׁן) bylo starověké město v Elamu a později významné centrum perské a parthské říše na území dnešního Íránu. Nachází se asi 240 km východně od řeky Tigris a 1000 km jihozápadně od Teheránu v íránské provincii Chúzistán. Kromě toho, že se jedná o význačnou archeologickou lokalitu, jde také o živé středisko šíitské komunity i komunity perských Židů. Obě zdejší skupiny spojuje prorok Daniel.

## Dějiny
Súsy byly založeny pravděpodobně kolem roku 4000 př. n. l., jedná se o jedno z nejstarších osídlených míst Íránu. První stopy osad se datují již do roku 7000 př. n. l. Nálezy pozůstatků civilizace s malovanou keramikou se datují do období kolem roku 5000 př. n. l. V minulosti byly Susy hlavním městem Elamu. Jejich jméno je také odvozeno z místního jazyka a zřejmě se původně vyslovovalo Susən. Susy byly napadeny v několika válečných taženích jak babylonskou říší, tak i říší asyrskou. Po dobytí Babylonem bylo jméno mylně spojováno se slovem semitského původu šušan, které znamená „lilie“.

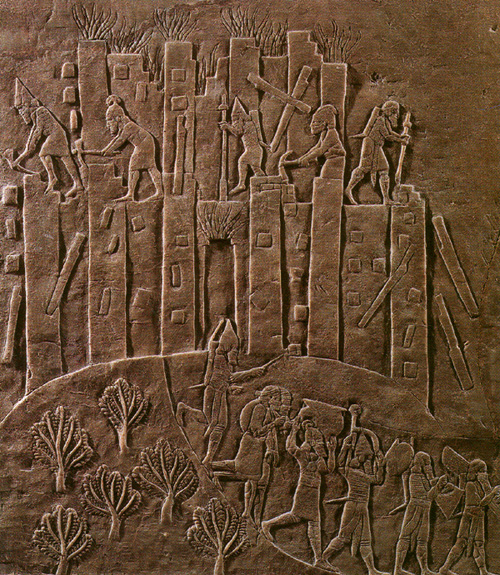
Vyplenění Sus asyrským králem Aššurbanipalem v roce 647 př. n. l.

Kamenná deska objevená v roce 1854 Austenem Henrym Layardem v Ninive ukazuje asyrského krále Aššurbanipala (668–627 př. n. l.) jako „mstitele“, přicházejícího pomstít Mezopotámce, kteří po staletí trpěli útoky Elamitů:
„Dobyl jsem Šušan, slavné svaté město, příbytek Bohů, sídlo tajemství. Vstoupil jsem do jeho paláců a otevřel truhlice přeplněné stříbrem, zlatem a bohatstvím… Zničil jsem šušanský zikkurat. Rozdrtil jsem jeho zářící měděné rohy. Zadupal jsem chrámy Elamu do bezvýznamnosti, jejich bohy a bohyně jsem rozprášil do větru. Zničil jsem hrobky jejich starobylých i nedávných králů, vystavil jsem je slunci a odnesl jsem jejich kosti do země Aššur. Zničil jsem provincie Elamu a na jejich půdu jsem zasel sůl.“
Město nicméně zůstalo důležitým centrem v oblasti a zvláště za perských Achaimenovců zažilo od 6. století př. n. l. nový rozkvět (palác krále Dareia I.). Vedle Pasargad a Persepole patřilo k hlavním rezidencím perské říše.
Svůj význam Súsy postupně ztrácely od dob Alexandra Velikého (336–323 př. n. l.), i když ještě parthští králové zde běžně trávili zimní měsíce (většinu roku sídlili v Ktésifóntu na Tigridu). Římský císař Traianus dobyl Susy v roce 116 n. l., ale byl brzy přinucen se stáhnout z důvodů propukajících nepokojů na jiných územích, jež kontroloval. Tento akt byl také nejvýchodnější expanzí římského impéria.
Během své historie byly Susy nejméně dvakrát zcela zničeny. Poprvé je v roce 647 př. n. l. srovnal se zemí asyrský král Aššurbanipal, podruhé Arabové v roce 638 n. l., když dobývali državy perských Sásánovců. Nakonec roku 1218 bylo město definitivně zničeno při mongolské invazi. V následujících letech ho jeho obyvatelé postupně opustili.
V současnosti je lokalita ohrožována ilegálními vykopávkami, vývozem odpadu a plánovaným autobusovým nádražím nad neprozkoumanými památkami. V roce 2015 byly Súsy zapsány na seznam Světového dědictví UNESCO.

## Šušan v biblických spisech
Šušan je zmiňován ve spisech hebrejské bible, zejména pak v knize Ester (Est 1,2.5; 2,3.5.8; 3,15; 4,8.16; 8,14–15; 9,6.11–15.18), ale také v knihách Nehemjáš a Daniel.
Daniel i Nehemjáš žili v Šušanu v období perské říše Židů v 6. století př. n. l. Ester se zde stala královnou a zachránila tak Židy před genocidou. V oblasti se nachází hrobka, o níž se soudí, že patří Danielovi a je známá jako Šúš-Daniel. Hrobka je ozdobena nezvyklým kuželem z bílého kamene, který není ani pravidelný ani symetrický.